# Incidente ferroviario di Reggio Emilia
L'incidente ferroviario di Reggio Emilia  fu uno scontro tra un treno rapido in transito e un merci in sosta avvenuto il 1º ottobre 1952 nella stazione di Reggio Emilia a causa del malfunzionamento di un deviatoio.

## Dinamica dei fatti
Il 1º ottobre 1952 alle ore 15:35, in ritardo sull'ora prevista, l'elettrotreno rapido n. 522, di 1ª e 2ª classe Roma - Milano si apprestava a transitare dalla stazione di Reggio Emilia nella quale non aveva fermata. Avrebbe dovuto percorrere il terzo binario, di corretto tracciato, alla velocità prevista d'orario e il segnale di protezione era disposto al verde, ma giunto a circa 700 metri dal fabbricato di stazione di Reggio Emilia a causa del cattivo funzionamento di uno scambio che era disposto in maniera anomala per il 2º binario (anziché per il 3°) deragliava spezzandosi in due tronconi: la motrice e due carrozze continuarono la corsa incontrollata fuori dai binari andando a tamponare violentemente un treno merci fermo sul binario 2 mentre le altre tre rimorchiate si fermarono poco dopo, proseguendo, sul binario 3. A causa del deragliamento i veicoli trascinarono, abbattendoli, tutta una fila di pali mentre la linea aerea di contatto cadde per oltre 150 m. A causa dello strisciamento fuori dal binario vennero tranciate o danneggiate le traverse per un lungo tratto. La linea venne interrotta per molte ore fino al recupero delle vittime e dei feriti e lo sgombero dei rottami.

## Treni coinvolti
- Rapido n. 522, di 1ª e 2ª classe, da Roma Termini (partenza alle ore 10:20) per Milano Centrale (arrivo alle ore 17:00) effettuato con ETR 200[2].
- Treno merci in sosta nella stazione.

## Le vittime
Lo scontro violento con il treno in sosta uccise tutto il personale di condotta, Anacleto Restelli e Paolo Gandini, da Milano e Carlo Montanari da Castelferro (Alessandria). Tra i passeggeri il professore Alfredo Chiappini, da Roma, morì durante il trasporto all'ospedale.
Rimase ferito gravemente e in pericolo di vita il capotreno del rapido Carlo Morganti. Delle 31 persone ferite, quattro in condizioni più gravi rimasero ricoverate presso l'ospedale di Reggio Emilia; le altre 27, dopo le opportune medicazioni, vennero fatte proseguire con altri treni fino a destinazione.

## L'inchiesta
L'inchiesta si focalizzò sul malfunzionamento dello scambio il cui collegamento di sicurezza, posto in una cassetta laterale dal n. 50 era stato oggetto di un guasto in mattinata e aveva richiesto l'intervento degli operai degli impianti elettrici delle FS. Venne controllato il corretto funzionamento dei comandi degli enti di stazione accentrati nella cabina "B" e questi risultarono ad un primo esame funzionanti.
Il 2 ottobre venne diramato un comunicato stampa da parte del direttore generale delle FS, ingegnere Giovanni Di Raimondo nel quale si escludeva il malfunzionamento degli apparati di sicurezza indicando come motivazioni presunte violazioni dei regolamenti di esercizio. L'autorità giudiziaria pose in stato di arresto il caposquadra deviatori Terzo Vignali, e il deviatore Luigi Garavaldi oltre all'operaio Aldo Pederzini e al manovale Oreste Tacchini. I quattro, due ore prima del passaggio del rapido, avevano raggiunto lo scambio per riparare la scatola fermascambi con i collegamenti di sicurezza tra posizione dello scambio e segnale di protezione. Non risultava fossero state seguite le procedure regolamentari autorizzative per l'intervento di riparazione.